# Facultatea de Științe Politice a Universității din București
Facultatea de Științe Politice a Universității din București este o instituție de învățământ superior de stat înființată în 1991, fiind specializată în științe politice. Facultatea desfășoară programe de nivel universitar, postuniversitar și doctorat. Facultatea oferă programe de licență în specializările științe politice în limba română, franceză și engleză, fiind singura instituție de învățământ care oferă posibilitatea studierii științelor politice în franceză și engleză. Facultatea are de asemenea și specializări în Studii de Securitate și Relații internaționale și studii europene în limba engleză. Este clasificată în Categoria A în ierarhia programelor de studiu realizată de Ministerul Educației și Cercetării.

## Istoric
Fondată în 1991, primii ani de activitate ai Facultății de Științe Politice din cadrul Universității din București s-au desfășurat având ca unică limbă de predare limba franceză, datorită faptului că instituția fusese constituită după modelul unui institut de studii politice de tip francez. La crearea Facultății a contribuit un consorțiu de universități europene format din Université Rennes 2 (prin Centre de Droit Européen (CEDRE)), Institut d'Études Politiques de Rennes și Université Libre de Bruxelles, sprijin finanțat de Agence Universitaire de la Francophonie (AUF).
În anul universitar 1995-1996 s-a înființat secția de Științe Politice în limba română, iar doi ani mai tarziu a fost creată sectia în limba engleză. În 2011 s-a înființat de asemenea și secția de Studii de Securitate.
Toate secțiile Facultății de Științe Politice a Universității din București sunt acreditate de Consiliul Național de Evaluare și Acreditare Academică.

## Spații de învățământ
Facultatea de Științe Politice își desfășoară activitatea în două sedii (unul în reconsolidare) din centrul Municipiului București.
Clădirea principală în care funcționează facultatea este cea din Calea Plevnei nr. 59, având 6 săli de curs, un laborator de informatică și spațiile aferente secretariatului și conducerii facultății. În clădirea principală urmează cursurile studenții din programele de studiu în limba română, franceză și engleză.
În sediul (în reconsolidare) din Strada Spiru Haret 8, în imediata apropiere a Grădinii Cișmigiu, urmează cursurile masteranzii și doctoranzii facultății.

## Structura

### Conducerea facultății
|  |                | Decan între             |
|  | -------------- | ----------------------- |
|  | Daniel Barbu   | 1994-2000, 2002-2004    |
|  | George Voicu   | 2000-2002               |
|  | Cristian Preda | 2004–2010, 2019-prezent |
|  | Laurențiu Vlad | 2010-2015               |
|  | Ionela Băluță  | 2015-2019               |

Facultatea este condusă de Consiliul Facultății, din care fac parte 11 cadre didactice și 4 studenți (număr care poate varia). Conducerea facultății este realizată și de un decan și un vice-decan:
- Decan: Prof. univ. dr. Cristian Preda
- Vice-decan: Lect.univ. dr. Alexandra Iancu

## Activitatea didactică
Conform procesului Bologna, facultatea oferă toate cele trei trepte de cursuri universitare:
- studii universitare de licență;
- studii universitare de masterat;
- stagii de doctorat.

### Specializări

#### Licență și Master
Facultatea de Științe Politice oferă specializări în științe politice în limba română, franceză și engleză, precum și în studii de securitate și relații internaționale și studii europene, această ultimă secție având programul de studiu tot în limba engleză. Cursurile de licență au o durată de 6 semestre (trei ani)
Programele de master ale facultății sunt în relații internaționale, politică comparată (în limba engleză), afaceri publice internaționale (în limba engleză), politicile egalității de șanse, politica în Europa (în limba franceză) și studii europene. Cursurile de masterat au o durată de 4 semestre (2 ani).

#### Școala Doctorală
Facultatea de Științe Politice organizează și programe de doctorat în științe politice și se adresează celor care doresc să urmeze o carieră în învățământul superior și în cercetarea științifică.

## Programe și relații internaționale
Facultatea desfășoară o serie de programe internaționale, participând încă de la început la programul european ERASMUS-SOCRATES în cadrul căruia colaborează cu 90 de universități și intitute de cercetare din țările europene. Începând cu 1997, Facultatea participă la programul "Civic Education Project".
Între 1995 și 2000, Facultatea a coordonat două programe europene "TEMPUS", prin parteneriatul cu universități europene precum Université Libre de Bruxelles, Université Paris XI, Università degli Studi di Genova, Sussex University (Brighton), Universitatea Panteios (Atena) sau Institute of Social Studies (Haga). În cadrul acestui program FSP a coordonat activitatea de dezvoltare curriculară a Facultății de Științe Politice a Universității din Cluj și a modulelor de studii politice de la Universitățile din Iași și Timișoara.

## Asociația studenților
Asociația Studenților în Științe Politice, Universitatea din București este singura asociație reprezentativă din Facultatea de Științe Politice a Universității București. Printre proiectele Asociației se numără conferințe privind "corectitudinea politică" sau "votul uninominal".